# Kościół św. Barbary w Boguszowie-Gorcach
Kościół świętej Barbary – rzymskokatolicki kościół pomocniczy należący do parafii Trójcy Świętej i dekanatu Wałbrzych-Południe. Znajduje się w dzielnicy Stary Lesieniec.
Świątynia została wybudowana w 1927 roku. Posiada cechy eklektyczne. Kościół jest murowany i wybudowany został na planie prostokąta, nie posiada wyodrębnionego prezbiterium. Charakteryzuje się wieżą, zwieńczoną potężnym baniastym dachem hełmowym. Okna i portal wejściowy są ozdobione ostrołukami. Wyposażenie budowli jest skromne i pochodzi z początku XX wieku